# Волейбольная династия Ярзуткиных
Волейбо́льная дина́стия Ярзу́ткиных — советские и российские волейболисты, волейбольные тренеры и волейбольные функционеры, ведущие свою родословную или связанные свойственными отношениями с волейболистом, тренером и врачом Василием Васильевичем Ярзуткиным (старшим).

## Первое поколение
- Василий Васильевич Ярзуткин (старший) — советский и российский волейболист, тренер, врач. Родоначальник волейбольной династии. В 1976 году вместе с женой переехал в Обнинск, где они работали в Институте медицинской радиологии (ИМР). Позже Ярзуткин-старший работал в женском волейбольном клубе «Обнинск» врачом[1].

## Второе поколение
- Василий Васильевич Ярзуткин (младший) (1969—2021), сын Василия Ярзуткина (старшего) — российский волейболист, спортивный функционер, общественный деятель. Член президиума Всероссийской федерации волейбола (с 2013), председатель Федерации волейбола Обнинска (с 2005), президент Фонда развития физической культуры и спорта Олимпийского чемпиона Александра Савина.
- Ирина Борисовна Ярзуткина (урождённая Дрокина, р. 1965), жена Василия Ярзуткина (младшего) — российский детский и юношеский волейбольный тренер.
- Нина Васильевна Ярзуткина (р. 1984), дочь Василия Ярзуткина (старшего) — российская классическая и пляжная волейболистка.

## Третье поколение
- Дарья Васильевна Суворина (урождённая Ярзуткина, р. 1988), дочь Василия Ярзуткина (младшего) — российская классическая и пляжная волейболистка. Серебряный призёр чемпионата России по пляжному волейболу (2008, с Екатериной Хомяковой), чемпионка Европы по пляжному волейболу среди студентов (2010, с Викторией Растыкус).

- Артём Васильевич Ярзуткин (р. 1996), сын Василия Ярзуткина (младшего) — российский пляжный волейболист.